# Солоновка (Восточно-Казахстанская область)
Солоновка (каз. Солоновка) — село в Улькен Нарынском районе Восточно-Казахстанской области Казахстана. Административный центр Солоновского сельского округа. Находится примерно в 20 км к северо-востоку от районного центра, села Улькен Нарын. Код КАТО — 635463100.

## Население
В 1999 году население села составляло 1423 человека (688 мужчин и 735 женщин). По данным переписи 2009 года, в селе проживало 1177 человек (586 мужчин и 591 женщина).